# Redondela (Gerichtsbezirk)
Der Gerichtsbezirk Redondela ist einer der 13 Gerichtsbezirke in der Provinz Pontevedra.
Der Bezirk umfasst 4 Gemeinden auf einer Fläche von 206,07 km² mit dem Hauptquartier in Redondela.

## Gemeinden
| Gemeinde                 | Einwohner (2024) | Fläche km² | Dichte Einw./km² | Cod INE | Postleitzahl |
| ------------------------ | ---------------- | ---------- | ---------------- | ------- | ------------ |
| Fornelos de Montes       | 1.637            | 79,01      | 21               | 36019   | 36847        |
| Pazos de Borbén          | 3.002            | 49,99      | 60               | 36037   | 36841        |
| Redondela                | 28.976           | 52,08      | 556              | 36045   | 36800        |
| Soutomaior               | 7.584            | 24,99      | 303              | 36053   | 36691        |
| Gerichtsbezirk Redondela | 41.199           | 206,07     | 200              | –       | –            |